# Luchthaven Bata
Luchthaven Bata (IATA: BSG, ICAO: FBGT) is een van de twee luchthavens in Equatoriaal-Guinea met een verharde landingsbaan.
De luchthaven ligt ten noorden van Bata en iets ten zuiden van Ulonde. De start- en landingsbaan werkt alleen gedurende de dag en in goed licht. De staat vervoerder en vier andere particuliere ondernemingen vormen de meerderheid van Bata's industrie, het vervoer van passagiers uit de internationale luchthaven van Malabo of de twee 800m-landingsbanen op Annobon of Mongomo. De luchthaven is groot genoeg om een Boeing 737 te stationeren. Bata bediende 15.000 passagiers in 2001. In juli 2002 werd al het personeel op de luchthaven gearresteerd voor het toestaan van de leider van de Populaire unie, een oppositiepartij, aan boord van een vlucht naar Gabon. De frequentie van de toren is 118,8 VHF.

## Luchtvaartmaatschappijen en bestemmingen
Situatie oktober 2011:
- CEIBA Intercontinental (Annobón, Douala, Libreville, Malabo)
- GETRA (Malabo)